# Distretto di Gregorio Pita
Il distretto di Gregorio Pita è uno dei sette distretti  della provincia di San Marcos, in Perù. Si trova nella regione di Cajamarca e si estende su una superficie di 212,81 chilometri quadrati.

Istituito l'11 dicembre 1982, ha per capitale la città di Paucamarca; al censimento 2005 contava 7.642 abitanti.